# Gattya aglaopheniaformis
Gattya aglaopheniaformis is een hydroïdpoliep uit de familie Halopterididae. De poliep komt uit het geslacht Gattya. Gattya aglaopheniaformis werd in 1909 voor het eerst wetenschappelijk beschreven door Mulder & Trebilcock. 